# Кампањ сир Ариз
Кампањ сир Ариз (фр. Campagne-sur-Arize) насеље је и општина у јужној Француској у региону Миди Пирене, у департману Арјеж која припада префектури Памје.
По подацима из 2011. године у општини је живело 263 становника, а густина насељености је износила 19,72 становника/km². Општина се простире на површини од 13,34 km². Налази се на средњој надморској висини од 250 метара (максималној 482 m, а минималној 251 m).

## Демографија
| 1962. | 1968. | 1975. | 1982. | 1990. | 1999. | 2011. |
| ----- | ----- | ----- | ----- | ----- | ----- | ----- |
| 348   | 326   | 274   | 258   | 258   | 281   | 263   |

График промене броја становника у току последњих година